# Paul Slane (kolarz)
Paul Slane (ur. 19 czerwca 1970 w Belfaście) – irlandzki kolarz szosowy. Olimpijczyk z Barcelony 1992, gdzie w zawodach kolarskich na szosie zajął 65. miejsce w  wyścigu indywidualnym i siedemnaste miejsce w drużynie.
Pierwszy na mistrzostwach kraju w 1989 i 1991. Triumfował na etapie irlandzkiego Rás Tailteann w 1994. Wygrał klasyfikację generalną Tour of Ulster w 1993 roku.